# إيفيكا بريزيتش
إيفيكا بريزيتش، من مواليد 28 مايو1941، لاعب كرة قدم يوغسلافي سابق، ومدرب كرة قدم صربي حالي.
لعب مع منتخب يوغسلافيا لكرة القدم.

## وصلات خارجية
- إيفيكا بريزيتش على موقع قاعدة بيانات كرة القدم.إي يو (الإنجليزية)
- إيفيكا بريزيتش على موقع ناشيونال فوتبول تيمز (الإنجليزية)
- إيفيكا بريزيتش على موقع Soccerway.com (الإنجليزية)
- إيفيكا بريزيتش على موقع عالم كرة القدم.نت (الإنجليزية)